# دار جبير (السياني)

تعديل مصدري - تعديل

دار جبير محلة تابعة لقرية المعزبة، التابعة لعزلة عميد الداخل بمديرية السياني إحدى مديريات محافظة إب في الجمهورية اليمنية.، بلغ تعداد سكانها 173 حسب تعداد اليمن لعام 2004.